# ジュウレイト
ジュウレイト(モンゴル語: Je'üreyid)とは、モンゴル部に属する遊牧集団の名称。『元朝秘史』では沼兀列亦惕(zhǎowùlièyìtì)、『聖武親征録』では照烈(zhàoliè)、『元史』では召烈台(zhàoliètái)と表記される。

## 概要
『元朝秘史』によると、ボルジギン氏(モンゴル部の支配氏族)の始祖ボドンチャルが正妻を娶った時、正妻の輿入れに従って来た女性がいた。その女性とボドンチャルとの間にジュウレデイという息子が生まれ、ジュウレデイの子孫がジュウレイト氏を形成したという。また、『元朝秘史』はボドンチャルの死後、ジュウレデイは「本当はアダンカ・ウリヤンカト族の男の子供である」と誹られ、モンゴル部の霊廟から追い出されたという伝承を伝えている。なお、『集史』はジュウレイト部とジャジラト部を混同しており、ジュウレイト部について断片的な記述しか残していない。
12世紀末、モンゴル部内ではテムジン(後のチンギス・カン)率いるキヤト氏とタイチウト氏が最も有力な集団であり、モンゴル部内の主導権争いを繰り広げていた。ジュウレイトはタイチウト氏に隷属していたがキヤト氏に近い場所で居住しており、テムジンの勢力とともに狩猟を行うこともあった。テムジンはジュウレイト人の宿泊の助けをしたり、狩猟ではわざとジュウレイト側に獣を追いやるなどしたため、ジュウレイト人は次第にテムジンに靡くようになった。この頃、逆にタイチウト氏はジュウレイト氏に対して横暴な振る舞いを取ることが多かったため、遂にジュウレイト氏の長ウルン・バートルはタイチウト氏を見限ってテムジンの配下に入った。しかし、これに怒ったタイチウト氏はジュウレイト部を攻め滅ぼしてしまった。
タイチウト氏の攻撃を受けてジュウレイト氏は壊滅状態に陥り、テムジンが勢力を拡大しモンゴル帝国を建国した後もほとんど有力な武将を輩出しなかった。チンギス・カンに仕えたジュウレイト人は2名記録されており、1人はチョウルといい、反テムジン派勢力がジャムカをグル・カンに推戴した情報をいち早く報告した功績で知られている。もう一人はシルゲイと言い、ミンガン(千人隊長)に任ぜられて征服戦争に従軍したとされるが、具体的な功績は残されていない。なお、『集史』などのペルシア語史料はこの2名についてほとんど言及していない。